# Doxilamină
Doxilamina este un antihistaminic H1 derivat de pirolidină, de generația 1, fiind utilizat în tratamentul insomniilor și uneori în tratamentul alergiilor. Molecula a fost descrisă pentru prima dată în 1948.

## Utilizări medicale
Clemastina este utilizată ca tratament simptomatic în alergii și în tratamentul insomniilor.

## Reacții adverse
Fiind un antihistaminic H1 de generația 1, poate produce sedare și somnolență când este utilizat ca antialergic.